# Horacio Ferrer
Horacio Arturo Ferrer Ezcurra (Montevideo, 2 de junio de 1933 - Buenos Aires, 21 de diciembre de 2014) fue un escritor, poeta e historiador del tango uruguayo, nacionalizado argentino. Compuso más de doscientas canciones y escribió varios libros de poesía e historia del tango. Cobra fama por los tangos que compuso con Astor Piazzolla, como Balada para un loco -incluida entre las 100 mejores canciones latinas de la historia-, Chiquilín de Bachín y de la operita María de Buenos Aires. Fue presidente de la Academia Nacional del Tango en la República Argentina hasta el día de su muerte.

## Biografía

### Residencia en Uruguay
Nació en Montevideo en 1933 en el seno de una familia argentino-uruguaya: padre uruguayo y madre argentina. Su padre, Horacio Ferrer Pérez, era profesor de Historia y su madre, Alicia Ezcurra Franccini, 11 años mayor que su marido, sabía más de cuatro idiomas y era sobrina bisnieta de Juan Manuel de Rosas. Su madre y de su abuelo eran aficionados a la poesía y habían conocido personalmente a Rubén Darío, Amado Nervo y Federico García Lorca, transmitiéndole ese gusto. De su madre aprendió a recitar poesía, quien a su vez había aprendido a recitar de Alfonsina Storni. El recitado poético aplicado a la canción popular, será una de sus grandes innovaciones en la cultura rioplatense.
Realizó estudios de arquitectura en la Universidad de la República durante ocho años, aunque no llegó a finalizar dicha carrera. Pero obtendría un buen empleo en esa casa de estudios, siendo designado secretario de la misma, que junto a su trabajo como periodista del diario El Día, le garantizaron la seguridad económica.
En la década del 50, con poco más de veinte años, fue uno de los realizadores del programa Selección de Tangos, en la radio montevideana, con el fin de defender las nuevas tendencias tangueras y del grupo El Club de la Guardia Nueva, para organizar recitales en Montevideo de los músicos que estaban revolucionando el tango, como Aníbal Troilo, Horacio Salgán y en especial Astor Piazzolla, por entonces líder del famoso Octeto Buenos Aires. A partir de entonces Ferrer dirigirá programas radiales de tango por el Sodre, la cadena oficial radial uruguaya.
En la misma época fundó y dirigió la revista Tangueando, ilustrada y redactada por él mismo. A fines de la década del 50, formó parte una pequeña orquesta de tango como bandoneonista y publicó su primer libro: El Tango: su historia y evolución (1959). En 1961 el Teatro Circular de Montevideo estrenó su obra (en colaboración con Hugo Mazza) El Tango del alba, que se inspiraba en la vida de Ángel Villoldo, creador del tango El Choclo, estrenado en 1903. En 1964 publica Discepolín, poeta del hombre de Corrientes y Esmeralda y en 1965, Historia sonora del tango.

### Romancero canyengue
En 1967, con 34 años, se decide a publicar su primer libro de poemas, Romancero canyengue, libro que presentó recitándolo acompañado por el guitarrista Agustín Carlevaro.

Ese fue "el" momento. Lo que disparó todo fue un tema de honestidad intelectual. Yo era poeta de nacimiento, mi madre era poetisa, conoció a todos los grandes, pero hasta ahí yo no acertaba con lo que hacía. Empecé imitando a Verlaine, a Darío, a los franceses, una parafernalia, no encontraba una poesía que me perteneciera. En Montevideo había un poeta de barrio, Menecucho, que iba por los tablados en carnaval. Él recitaba sus versos y los vendía por centavos. Y terminaba diciendo "mis versos son malos… pero son míos". Yo aprendí eso. Y yo a esa altura no tenía versos ni buenos… ni míos. Hasta que llegó la inspiración, el estilo y la edición de Romancero canyengue.
Horacio Ferrer

La poesía de Ferrer era innovadora y llamativa. Utilizaba palabras inventadas y giros inusuales en el tango, fantasiosa y onírica, surrealista en algunos aspectos. "Bandoneonía", "misticordia", "tristería", "narcótica y bulina", "verdolagáticos cromos",
"oculto clavecín transmilonguero", "tangamente"...

Siguió la tarde fraseando sus propinas.
Los años se gastaron. Tangamente,
la vida hizo su solo de rutina.
Solo y espera (Romancero canyengue)

El libro fue muy bien recibido tanto en Montevideo como en Buenos Aires. Troilo, Piazzolla, Mario Benedetti, Cátulo Castillo, Homero Espósito, elogiaron la obra. Varias críticas literarias sostuvieron que el libro marcaba el nacimiento de un nuevo lenguaje en el tango.
En ese libro incluyó un tango, "La última grela", tal como le había sugerido Aníbal Troilo y con la intención de que Troilo lo musicalizara. Pero finalmente no fue Troilo sino Astor Piazzolla el que musicalizó el primer tango compuesto por Ferrer y se fijó en su poesía. "Grela", en el lunfardo rioplatense es la prostituta, las "proletarias del amor", como Ferrer las define en el recitado de introducción a la canción. 

Del fondo de las cosas y envuelta en una estola
de frío, con el gesto de quien se ha muerto mucho
vendrá la última grela, fatal, canyengue y sola
taqueando entre la pampa tiniebla de los puchos.
La última grela

Es en ese momento que Ferrer decide trasladarse a Buenos Aires, dejando la seguridad económica que había obtenido:

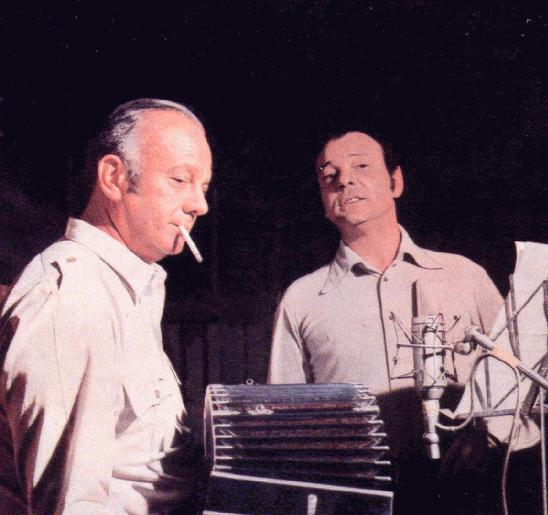
Astor Piazzolla (izquierda) junto a Horacio Ferrer en la portada del disco "En persona" de 1970.

Después de la aparición del libro, Piazzolla me fue a buscar y dijo:  ‘Si no venís a trabajar conmigo sos un imbécil’. Y me vine... En ese momento renuncié a mi bien pago puesto de secretario de la Universidad de Montevideo. Y al diario El País. El rector me dijo que estaba loco.
Horacio Ferrer

### Residencia en Argentina y María de Buenos Aires
A fines de 1967 ya estaba radicado en Buenos Aires, en una casa ubicada en Lavalle 1447, quinto A, que era la casa histórica de la familia Ezcurra a la que pertenecía su madre, en pleno barrio de Tribunales, a una cuadra de la avenida Corrientes, corazón del mundo del espectáculo porteño. Pero siempre mantuvo también una casa en Montevideo.
Inmediatamente inició el trabajo con Piazzolla que lo haría famoso. Piazzolla venía buscando un poeta con quien crear obras poético-musicales. Había trabajado con Jorge Luis Borges y con otros poetas, pero no estaba satisfecho. Cuenta Ferrer:

Piazzolla colaboró con varios, con Borges inclusive, pero no era lo que él quería, entonces me buscó a mi, y me dijo: - "quiero que trabajes conmigo porque mi música es igual a tus versos".
Horacio Ferrer

En sentido similar Ferrer sostiene que "los versos no son para leer, son para oír como la música", "es música que habla".
El resultado fue la creación de la monumental operita María de Buenos Aires, estrenada en 1968 en la Sala Planeta de Buenos Aires, con Héctor de Rosas y Amelita Baltar como cantantes, y el mismo Ferrer en el papel de El Duende, recitando.

La idea misma de la Operita es muy innovadora: es la historia de una mujer que se siente encarnación de la ciudad. Eso fue algo que no se entendió al principio.
Horacio Ferrer

"María de Buenos Aires" fue una sensación, con un tema instrumental como "Fuga y misterio" que adquirió la condición de clásico porteño. Renovó profundamente la canción argentina, tanto en el tango, como en el folklore y el rock. Emilio del Guercio contó que los integrantes de Almendra, una de las bandas fundadoras del "rock nacional" argentino, fueron en grupo a ver la operita, aún antes de grabar su histórico primer álbum Almendra I.
Con el paso de los años, la operita se convirtió en la obra dramática más puesta en escena del teatro argentino en toda su historia, presentándose en 75 ciudades en 25 países. Ferrer, en 1996, realizó una gira mundial con la operita, dirigida por Gidon Kremer, con las voces de Julia Zenko y Jairo, luego reemplazado por Raúl Lavié.
Ya durante las presentaciones de María de Buenos Aires, Piazzolla y Ferrer comienzan a componer canciones de tango con una estética completamente renovada. Entre ellas, componen en 1969 "Chiquilín de Bachín", a partir de un valsecito infantil compuesto por Piazzolla y al que Ferrer le aportó una letra inspirada en los niños de la calle que vendían flores en los restaurantes de la zona de teatros de la avenida Corrientes, a los que los artistas iban luego de las funciones. En este caso, el célebre bodegón Bachín, ya demolido, que se encontraba ubicado en la calle Sarmiento, casi esquina Montevideo.

Por las noches cara sucia
de angelito con bluyín
vende rosas en las mesas
del boliche de Bachín...'
Chiquilín de Bachín

La temática social, una poesía cotidiana y la utilización de neologismos en inglés aparentemente incompatibles con el tango, anunciaban la proximidad de importantes cambios en la canción rioplatense.

Nos habíamos consustanciado enormemente. Entonces, eso inauguraba una nueva estética, porque no tenía nada que ver con lo anterior.
Horacio Ferrer

### Balada para un loco

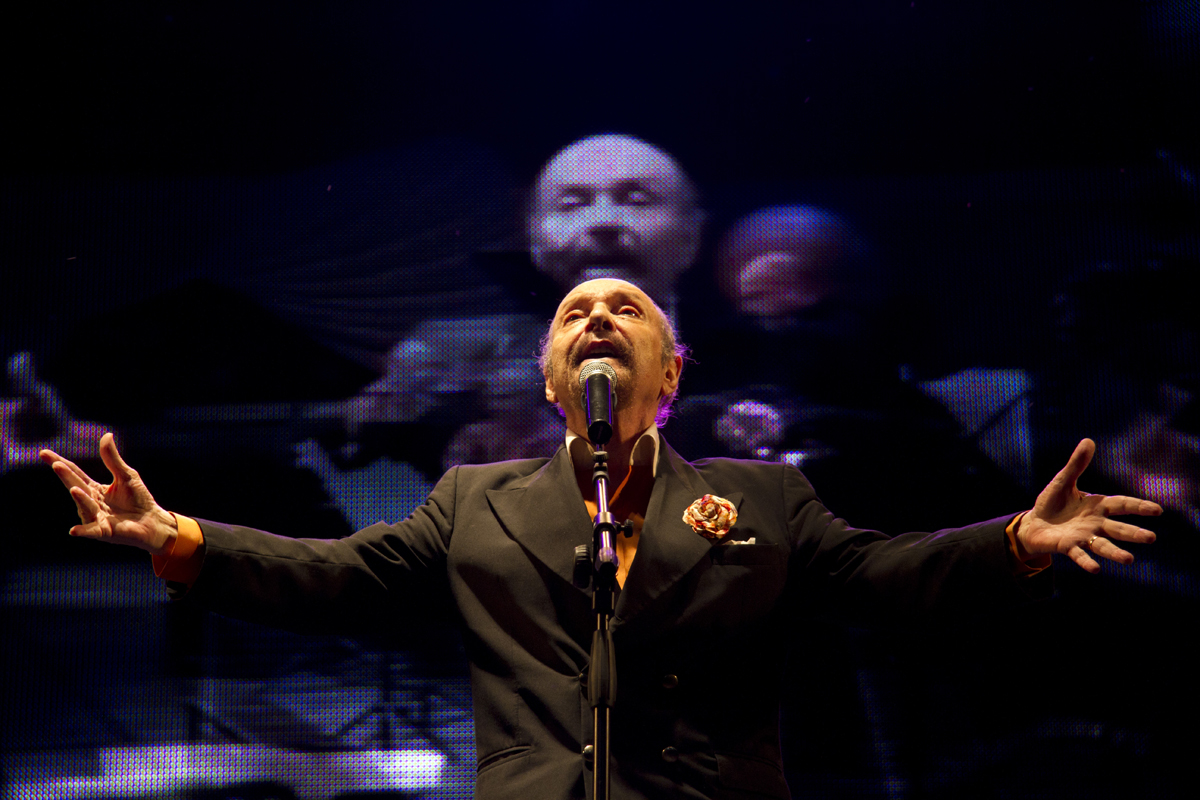
Horacio Ferrer recitando en 2011.

En el segundo semestre de 1969, Ferrer le lleva a Piazzolla una frase: "ya sé que estoy piantao...":

Después me dice "y cómo seguimos". Le digo "bueno, hacé vos una segunda que diga loco, loco, loco", e hizo esa hermosura. Y después dice "cómo seguimos", mirá, le digo, a mí me gustaría hacer un recitativo en el medio, y también uno al principio.
Horacio Ferrer

Así surgió una de las canciones más populares de la música argentina, que además sacudiría los fundamentos de la canción rioplatense. El resultado fue una balada con ritmo de valsecito y dos recitados hechos a la medida de la expresividad de Amelita Baltar, por entonces esposa de Piazzolla. El recitado, que ya había aparecido en María de Buenos Aires y que se repetiría en sus creaciones, es una de las grandes innovaciones de Ferrer para sacudir la estructura tradicional de la canción rioplatenese: 

El recurso (el recitado) adquiere en su obra una identidad propia y definida, que lo distingue claramente de los recitados que pudieron haber conocido otros tangos anteriores. La absoluta independencia formal de estos respecto de las partes cantadas es, quizá, su característica más distintiva; las partes recitadas no vienen a repetir en otro tono los versos que se han cantado o están por cantarse; ya ni siquiera se trata de versos. Por otra parte, la variedad de relaciones que se establecen, a través de las obras, entre parlamentos y áreas cantadas, constituye una veta que el tango anterior no había sabido explotar, por lo
general nunca demasiado lejos de los modelos clásicos del tipo ABCB.

La canción fue estrenada de inmediato en Michelángelo, pero poco después Piazzolla, Ferrer y Baltar deciden presentarla para concursar en el Primer Festival Iberoamericano de la Danza y la Canción que se realizó en el Luna Park de Buenos Aires entre del 9 al 14 de octubre de 1969, con un jurado de alto nivel internacional que integraban entre otros Vinicius de Moraes y Chabuca Granda. La Balada fue presentada la primera noche y tuvo una excelente acogida por parte del jurado, que la declaró finalista en el rubro "tango". Pero la decisión del jurado generó una controversia entre los organizadores, muchos de ellos tradicionalistas, que llevó a una modificación de las reglas del festival, desplazando al jurado de músicos por un "jurado popular" que en la final del 14 de octubre declaró ganadora a otra canción.
Pero pese a perder el festival, la canción se instaló en el gusto popular. De inmediato decidieron grabar la canción en un simple, cantada por Roberto Goyeneche y con "Chiquilín de Bachín" como lado B. La Balada... revolucionó la canción popular argentina y los versos de Ferrer pasaron a ser un lugar común de la cultura popular:

Ya sé que estoy piantao, piantao, piantao,
no ves que va la luna rodando por Callao...
Balada para un loco

El tema se convirtió en un éxito popular inmediato y ha quedado como una de las canciones más famosas de la música latina de todos los tiempos. Gracias a la importancia cultural de la canción, en 2012, la Legislatura de la Ciudad de Buenos Aires estableció por ley 4179 denominar a la esquina de Corrientes y Callao, como "Esquina Horacio Ferrer", colocándose allí una placa que así lo indica.
Entre las canciones escritas por el dúo Piazzolla-Ferrer en ese momento se encuentran "Balada para mi muerte", "Canción de las venusinas", "La bicicleta blanca", "Juanito Laguna ayuda a su madre" y "Fábula para Gardel", grabadas en el álbum Astor Piazzolla y Horacio Ferrer en persona, lanzado en 1970. En total compusieron juntos más de 40 tangos.

### Libro del tango: arte popular de Buenos Aires
En 1970 escribió el Libro del tango: arte popular de Buenos Aires. La edición ampliada de 1980, en tres tomos, de más de dos mil páginas, es una de los estudios más profundos realizados sobre el tango y obra de consulta obligada. El tomo 1, está dedicado a la "Crónica del tango", mientras que los tomos 2 y 3 son un diccionario del tango.
En 1976 decidió mudarse a vivir en el Hotel Alvear, en el barrio de Recoleta, hotel en el que residirá en adelante. Ferrer ha dicho que ama el barrio en el que vive, por razones familiares, porque su abuelo está enterrado en el Cementerio de la Recoleta y porque su madre jugaba en la Plaza Francia, pero también por las características sociales y urbanísticas del barrio:

Es un barrio popular, fino, con un espacio urbanístico majestuoso, con ese parque comprendido entre las calles Vicente López y la avenida Alvear, Libertador que es una preciosura y las ferias artesanales de los fines de semana. Es un barrio que yo amo y le he escrito una canción, hace 7 u 8 años, con música de Mario Cosentino que se llama "La Recoleta" y canta Jairo. Un día estaba frente a la ventana, sentado en la computadora y miraba delante de mi, tenía todo el parque, bueno... no tuve más que copiar la realidad.
Horacio Ferrer

La Recoleta, Champs Élysées en porteño,...
Vos, fuiste un incendio de magnolias.
Yo, fui Jacques Prévert en Plaza Francia.
Y el desván que decoraba tu cariño,
calle Ayacucho mirando al río y su confín,
polvo de abril, alba de amor.
Por Recoleta va mi juventud
 como un eclipse en un cuadrito azul
y el guante triste del adiós.
La Recoleta (Horacio Ferrer)

En 1982 conoció a la pintora Lulú Michelli, "la mujer de la que soy el hombre", según la definición de propio Ferrer: "no digo mi mujer porque no la compré en un remate". Con ella formaría pareja de allí en adelante. Ferrer gusta de contar que se conocieron en el bohemio Bar La Poesía que se encuentra en la esquina de Chile y Bolívar, en el tanguero barrio de San Telmo. Una de las mesas del bar recuerda el hecho con una inscripción que dice: "En esta mesa la artista plástica Lulú Michelli conoció al poeta Horacio Ferrer en un amor que aún perdura. Junio de 1982". El tango vals "Lulú", compuesto en 1992 con música de Raúl Garello -quién junto a Piazzolla es su cocompositor más prolífico-, recuerda esa ocasión y celebra ese amor:

¿Te acordás del café La Poesía,
esa mágica noche en San Telmo?
Buenos Aires urdió nuestro encuentro,
tan romántica y dulce Lulú.
...
Y te amo, te amo, te amo,
perplejo en los milagros de tu juventud.
Lulú (Horacio Ferrer)

A fines de 1983, decidió nacionalizarse argentino con motivo de la reconquista de la democracia en Argentina. 
En 1985 recibió el Premio Konex - Diploma al Mérito como uno de los 5 Autores de Tango más importantes de la década en Argentina, galardón que volvió a recibir en 2005.

### La Academia Nacional del Tango

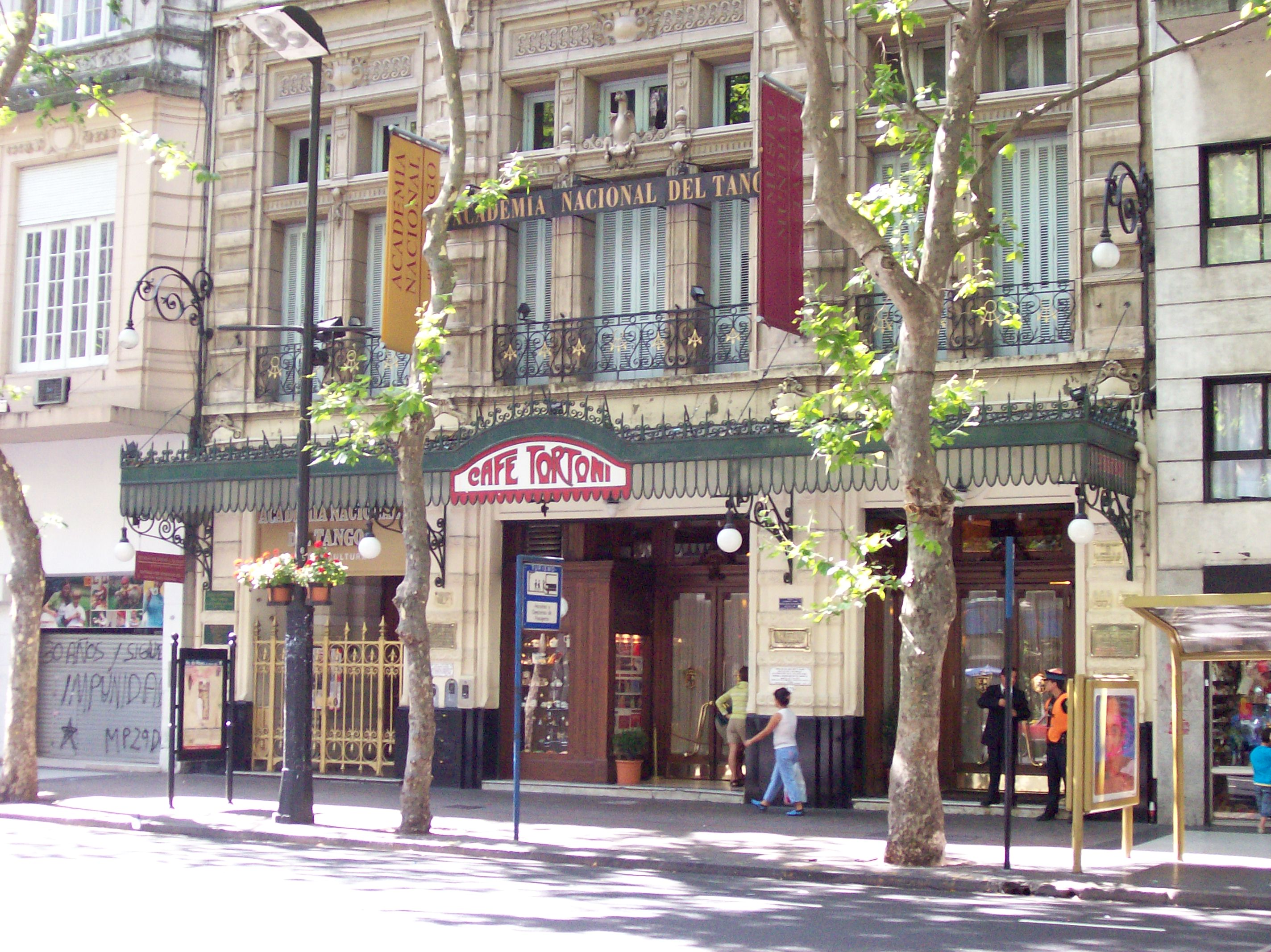
Horacio Ferrer impulsó la creación de la Academia Nacional del Tango que se concretó en 1990, presidiéndola desde entonces. Funciona en el Palacio Carlos Gardel, encima del Café Tortoni.

En 1990 Ferrer concretó un proyecto suyo de crear la Academia Nacional del Tango en la República Argentina, lo que se realizó el 28 de junio de 1990, por Decreto 1235/1990 del Poder Ejecutivo Nacional, presidiéndola desde ese momento en adelante. Desde entonces la Academia ha fundado otras 30 academias en diferentes países para difundir y estudiar el tango internacionalmente.
También en 1990 compuso con Horacio Salgán el Oratorio Carlos Gardel, grabado por NM ese mismo año en LP con Simón Blech como director de la Orquesta Sinfónica Nacional y el Coro Polifónico Nacional y la participación como solistas de Leopoldo Federico en bandoneón, Ubaldo de Lío en guitarra, Horacio Salgan, en el piano y Ferrer en el recitado.
Se trata de otra obra clásica monumental. Su título completo es Oratorio Carlos Gardel para Orquesta Sinfónica, Coro Mixto, Solistas y Recitante. Está integrada por 8 movimientos que recorren la vida de Carlos Gardel: 1) En una iglesia de Medellín; 2) Anunciación de Gardel; 3) El día de Santa Guitarrita; 4) En un circo criollo; 5) En el barrio del Abasto; 6) El mago de Buenos Aires; 7) Carta al Río de la Plata; 8) Desde el azul del cielo.
Desde su presidencia en la Academia, Ferrer impulsó varias acciones. En 1993 por gestiones de Ferrer, la Academia se instaló en el Palacio Unzué (Avenida de Mayo 833), renombrado desde entonces como Palacio Carlos Gardel, que en el año 2000 adquirió en propiedad gracias a un subsidio del Estado nacional. La Academia organizó en su interior la Biblioteca del Tango y en 1995 abrió el Liceo Superior del Tango y cursos de baile.
En 2003 la Academia inauguró el Museo Mundial del Tango con entrada por la calle Rivadavia 830 del Palacio Carlos Gardel, sobre la base de una idea y proyecto arquitectónico propios y del guion histórico basado en el libro El siglo de oro del tango, de Ferrer.
En 2000 conoció al músico uruguayo Alberto Magnone, con quien compuso la operita "Dandy.  el príncipe de las murgas" sobre el carnaval de Montevideo y basada en el Hamlet de Shakespeare,  estrenada  en 2014 en el SODRE de Montevideo y escrita para solistas, coro,  coro de  murga y orquesta.  También compuso con él el Oratorio Delmira Agustini.
En 2007, luego de un año de trabajo, terminó de componer la ópera El rey del tango en el reino de los sueños, con Raúl Garello.

### Fallecimiento
Murió a los 81 años la tarde del 21 de diciembre de 2014 a raíz de una complicación cardíaca luego de permanecer varios días internado en el Sanatorio Güemes.
Fue velado en el salón "Montevideo" del Palacio de la Legislatura de la Ciudad de Buenos Aires desde las once de la noche de ese día hasta las tres del día siguiente, siendo su velorio atendido por músicos, familiares, autoridades de la Academia del Tango y admiradores.
Sus restos fueron cremados en el Cementerio de Chacarita y sus cenizas dispersas en el Río de la Plata, entre su Uruguay donde naciera y la Buenos Aires donde viviera sus últimos cuarenta y seis años.

## Obra

### Libros
- El tango, su historia y evolución (1959)
- Discepolín, poeta del hombre de Corrientes y Esmeralda (1964)
- Historia sonora del tango (1965)
- Romancero canyengue (poemas. 1967)
- Fray Milonga (Alfa. 1968)
- El Libro del Tango. Arte Popular de Buenos Aires (ensayo, 3 tomos, 1970 y edición ampliada en 1980)
- Loquita mía, (poesía, Galerna, 1978)
- Existir, (poesía, Corregidor, 1996)
- El siglo de oro del tango: compendio ilustrado de su historia (ensayo con ilustraciones y CD , Editorial El Mate, 1996)
- La epopeya del tango cantado (2 tomos, Manrique Zago, 1998)
- Inventario del tango (2 tomos, en coautoría con Oscar del Priore, Ed. Fondo Nacional de las Artes 1999)
- 1000 versos a Picasso, (poesía, Fundación Banco de la Provincia de Buenos Aires, 2001)
- Versos Del Duende (Corregidor. 2003)
- Enriquito Panza vacía: mascarada discepoliana, en un prólogo y cuatro actos (teatro, Ediciones Cooperativas, 2003)
- Queréme así piantao.... Agüero Torres; Editor. 1980. 158 p. Libro de bolsillo.

### Obras musicales
Algunos tangos
- La última grela, (Tango con Astor Piazzolla, 1967)
- Chiquilín de Bachín, (Tango con Astor Piazzolla. 1968)
- Balada para mi muerte, (Tango con Astor Piazzolla. 1968)
- Balada para un loco, (Tango con Astor Piazzolla. 1969)
- Juanito Laguna ayuda a su madre, (Tango con Astor Piazzolla. 1968)
- Loquita mía, (Tango con Julio De Caro. 1971)
- Esquinero, (Tango con Pedro Laurenz. 1971)
- El hombre que fue ciudad, (Tango con Armando Pontier. 1971)
- Yo payador me confieso, (Tango con Osvaldo Pugliese. 1971)
- Tu penúltimo tango, (Tango con Aníbal Troilo. 1971)
- Presagio, (Soneto, Plaqueta con acuarelas de Josefina Robirosa). (1990)

Obras musicales
- María de Buenos Aires, (Operita con Astor Piazzolla. 1968, editada)
- El Pueblo joven (oratorio de dos mundos), (con Ástor Piazzolla, no editado)
- Oratorio Carlos Gardel, (con Horacio Salgán, 1990, editado)
- Tangos: Homenaje A Woody Allen (con Raúl Garello, 1990, editado)
- Dandy, el príncipe de las murgas (operita con Alberto Magnone, 2004, no editada)
- Tango suite Manuel de Falla (con Leo Sujatovitch, 2006, no editada)
- Tango Suite de Pablo el poeta (con Leo Sujatovitch, 2007, no editada)
- El rey del tango en el reino de los sueños (con Raúl Garello, 2007, no estrenada ni editada)
- " Balada para un amigo" "Quema el alma" (tangos) ( con Eduardo Praino y Diego Tozzi, 2014 editados en el disco Quema el Alma de Eduardo Praino , 2020)

### Discografía
- María de Buenos Aires con letras de Ferrer (1968)
- La Ciudad de los Reos (álbum con música de Alberto Soifer 1973)
- Horacio Ferrer dice su Romancero Canyengue con la guitarra de Agustín Carlevaro (Trova TL14. 1967)
- En persona (álbum con letras y recitados de Ferrer  con Astor Piazzolla. 1970)
- Amelita Baltar interpreta a Piazzolla y Ferrer con letras de Ferrer (1970)
- La Bicicleta blanca con letras de Ferrer (1971)
- Amelita Baltar con letras de Ferrer (1975)
- Relato de la historia del tango (edición independiente de la Fábrica Argentina de Alpargatas. 1976)
- Horacio Ferrer Poeta del Tango (DVD con Orquesta Típica Alfredo Marcucci, SAM produzioni, 2011)
- "La pena no vale la vida" participación en la versión de "Balada para un loco" de la banda de rock argentina Brancaleone